# Gregory Brough
Gregory „Greg“ John Brough (* 26. März 1951 in Surfers Paradise, Gold Coast, Queensland; † 9. März 2014 in Beechmont, Queensland) war ein australischer Schwimmer. Er gewann je eine Bronzemedaille bei Olympischen Spielen und bei Commonwealth Games.

## Sportliche Karriere
Der 1,87 Meter große Gregory Brough gewann 19 Meisterschaften des Bundesstaats Queensland und fünf australische Meistertitel.
Bei den Olympischen Spielen 1968 in Mexiko-Stadt siegte über 400 Meter Freistil Mike Burton aus den Vereinigten Staaten vor dem Kanadier Ralph Hutton und dem Franzosen Alain Mosconi. 2,6 Sekunden hinter Mosconi wurde Brough Vierter vor seinem Landsmann Graham White. Drei Tage später im Finale über 1500 Meter Freistil siegte Mike Burton vor seinem Landsmann John Kinsella. Brough benötigte als Dritter 7,4 Sekunden mehr als Kinsella, Vierter wurde Graham White.
Zwei Jahre später bei den British Commonwealth Games 1970 in Edinburgh wurde Brough über 400 Meter Freistil Dritter hinter Graham White und Ralph Hutton. Über 1500 Meter Freistil gewannen die Australier Graham Windeatt und Max Tavasci Gold und Silber vor dem Neuseeländer Mark Treffers. Brough wurde Vierter mit fast 16 Sekunden Rückstand auf Treffers.
Neben und nach seiner Laufbahn war Brough auch als ehrenamtlicher Rettungsschwimmer bei den Surf Life Savers in Surfers Paradise aktiv.